# 王达津
王达津（1916年6月—1997年8月31日），笔名梁彦，男，原籍北京通县，生于天津，中国古典文学研究家，南开大学教授，曾任中华诗词学会顾问。